# Старобіктімірово
Старобіктімі́рово (рос. Старобиктимирово, башк. Иҫке Биктимер) — присілок у складі Бірського району Башкортостану, Росія. Входить до складу Старопетровської сільської ради.
Населення — 5 осіб (2010; 2 у 2002).
Національний склад:
- росіяни — 100 %